# Skalka (Blíževedly)
Skalka (německy Skalken) je malá vesnice, část obce Blíževedly v okrese Česká Lípa. Nachází se asi 2,5 km jižně od Blíževedel.
Skalka leží v katastrálním území Skalka u Blíževedel o rozloze 2,36 km², zcela na západním okraji vlhošťské části CHKO Kokořínsko-Máchův kraj. Toto katastrální území je zároveň součástí evropsky významné lokality Roverské skály. Vesnice byla dříve významnou chmelovou obcí, doloženou už roku 1544. Je zde zachována řada stavení, památek lidové architektury.

## Obyvatelstvo
Při sčítání lidu v roce 1921 zde žilo 116 obyvatel (z toho 48 mužů) německé národnosti a římskokatolického vyznání. Podle sčítání lidu z roku 1930 měla vesnice 113 obyvatel se stejnou národnostní a náboženskou strukturou.

## Památné stromy

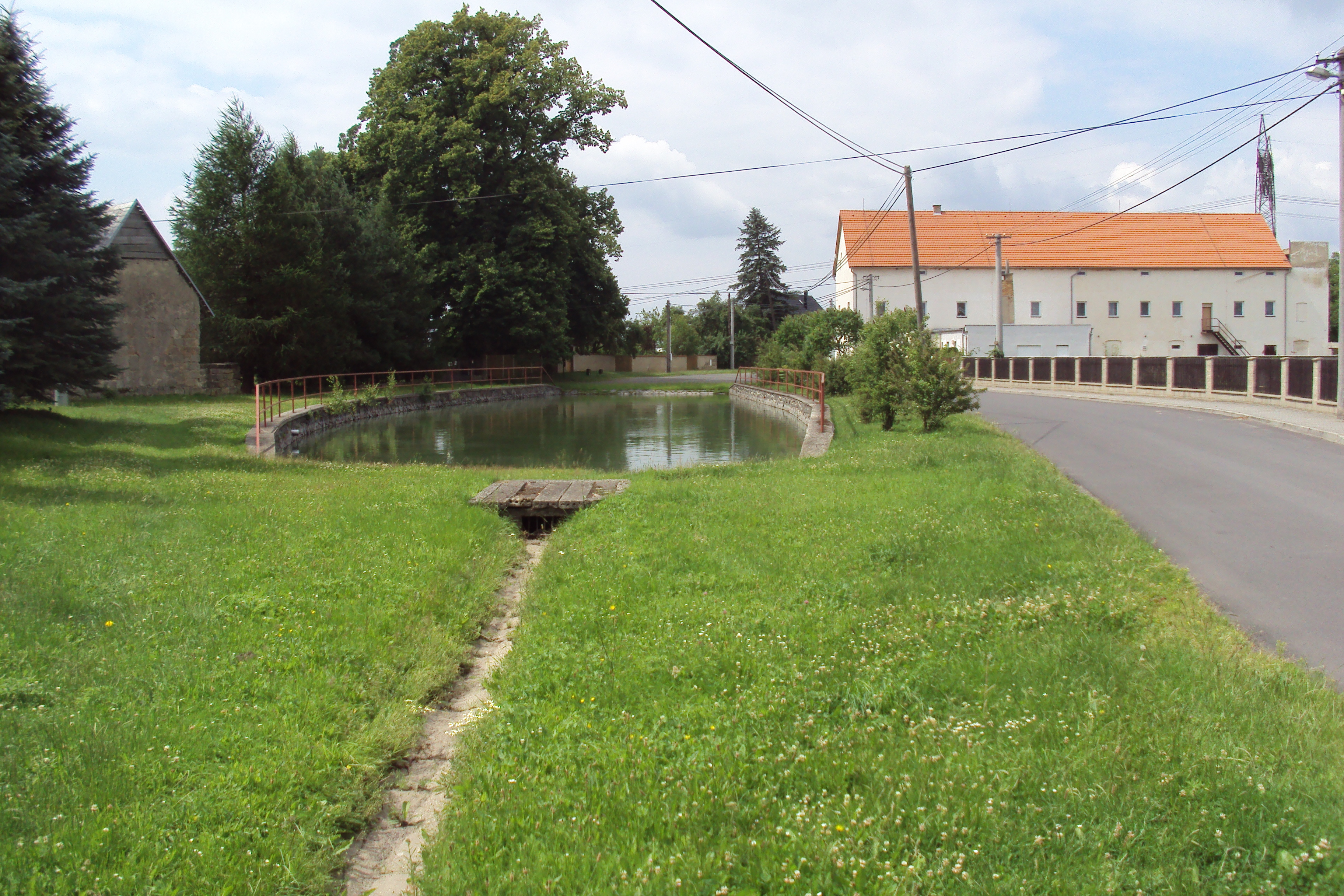
Rybníček v obci s památnou lipou velkolistou v pozadí

Na dvou místech v katastru Skalky lze nalézt památné stromy: Asi ½ km jihozápadně od vesnice u torza křížku na hranici obcí (a krajů) je to Lípa u silnice Blíževedly – Rašovice (lípa malolistá, 50°34′54″ s. š., 14°24′30″ v. d.); z původně dvou stromů Skupiny ve Skalce na jihozápadním břehu rybníčku ve vesnici zbývá lípa velkolistá (50°35′9″ s. š., 14°24′42″ v. d.).

## Turistické trasy
Skalka představuje východiště turistických cest na Husí cestu s přírodní památkou Husa. Při západním okraji vesnici míjí silnice II/260, žlutě a zeleně značené turistické cesty, cyklotrasa 0058. Ve vsi je autobusová zastávka. Nejbližší zastávka vlaku je 3 km daleko na konci Blíževedel na trati 087 z České Lípy do Lovosic.